# Sharon Osbourne
Sharon Rachel Osbourne de soltera, Levy; (Brixton, Londres, 9 de octubre de 1952), es una representante, presentadora, directora de música y celebridad de la televisión británica. Es viuda del cantante y compositor Ozzy Osbourne.

## Biografía

### Primeros años
Sharon Rachel Levy nació el 9 de octubre de 1952 en Londres, Reino Unido, como hija de Don Arden (nacido Harry Levy, 1926-2007), que fue un promotor musical y empresario de rock and roll, y su esposa, Hope (de soltera Shaw, 1916-1999). Tiene un hermano, David. Su madre era de ascendencia irlandesa y su padre era de origen judío.
Osbourne reveló que estuvo rodeada de violencia durante su infancia y que era normal ver a su padre amenazando a alguien o blandiendo un arma de fuego. El padre de Levy, Don Arden, fue un mánager, que entre otras agrupaciones, representó a Black Sabbath, antes de que Ozzy Osbourne fuese expulsado de la misma. Levy comenzó a salir con Ozzy en 1979 después de que Black Sabbath lo despidiera y su padre le pidiese a ella que estuviera atenta a sus necesidades como músico. Levy entonces coordinó el reclutamiento de una banda de apoyo (Randy Rhoads, Bob Daisley y Lee Kerslake) para la grabación del álbum Blizzard of Ozz y ayudó a Ozzy a dar el paso inicial de lo que luego se convirtió en una exitosa carrera en solitario. Arden estaba resentido con su hija por salir con Ozzy y manejar su carrera. En sus memorias, Sharon relata que le había robado, una vez trató de matarla y una vez le dijo a Ozzy que ella había tratado de seducirlo, de poner a Ozzy en su contra. Pronto perdió el contacto con su padre y no habló con él durante 20 años. En una entrevista en 2001, comentó que su padre nunca ha visto a sus hijos y que "nunca los verá". Sharon les había dicho a sus hijos que su abuelo había muerto, pero sin saberlo lo vieron por primera vez cuando Sharon le gritaba insultos en una calle de Los Ángeles. Cuando se le preguntó a quién le estaba gritando, respondió a Tony Curtis. Se reunieron en 2001 y luego tuvo un papel en su reality show, The Osbournes. En agosto de 2004, Sharon declaró que su padre tenía la enfermedad de Alzheimer y que ella pagó por su atención en los últimos años de su vida.
La relación de Sharon con su madre también resultó dañada. A la edad de 17 años, Sharon perdió su virginidad y dos meses después se dio cuenta de que estaba embarazada. Según su relato, la presión de otros, principalmente su madre, influyó en su decisión de abortar, lo que Sharon ha descrito como el mayor error de su vida. Mientras visitaba a sus padres en una ocasión posterior, los perros de su madre la atacaron y pasó algún tiempo antes de que su madre pareciera interrumpirlos. Ella estaba embarazada en ese momento y posteriormente perdió al bebé. Según un artículo de 2009 en The Guardian, Hope Arden era una mujer fría que se volvió aún más extraña después de un grave accidente automovilístico, algo que Sharon dijo que "la trastornó". Cuando Sharon fue informada de la muerte de su madre, ella dijo "Oh, qué pena" y simplemente colgó el teléfono.

## Carrera profesional

### Ozzfest
A lo largo de la década de 1980 siguió una serie de álbumes y giras mundiales de gran venta, que finalmente dieron lugar a la popularidad de Ozzy. En 1996, Sharon creó el festival itinerante de verano Ozzfest. Se convirtió en una ocasión habitual de rock y celebró un décimo aniversario en 2006. En 2007, los precios de las entradas habían alcanzado las £ 76 y Sharon anunció que las entradas serían gratuitas para permitir que más personas tuvieran la oportunidad de asistir. Antes de la fundación de Ozzfest, Sharon se acercó a Lollapalooza, otro festival de rock / pop, para solicitar que Ozzy tocara en el festival de ese año, solo para ser rechazado y decirle que Ozzy era "poco cool" y estaba demasiado drogado. Fue entonces cuando decidió poner en marcha su propio festival. La controversia se produjo cuando desconectó el set de Iron Maiden tres veces en una actuación. También acosó al cantante Bruce Dickinson y le tiró huevos a la banda.

### Gestión de Sharon Osbourne
A la luz de su éxito administrando a su esposo, Sharon se diversificó para administrar otros actos al crear Sharon Osbourne Management. La nueva compañía, con Sharon como su único empleado, artistas gestionados, como Gary Moore, Motörhead, Lita Ford, The Smashing Pumpkins y Coal Chamber. Codirigió una banda llamada Cube, con el guitarrista de Cud Mike Dunphy. Cube firmó con Polydor Records pero tuvo un éxito limitado. También ha rechazado solicitudes de orientación profesional de Fred Durst, Guns N 'Roses y Courtney Love.

## Carrera televisiva

### Trabajo inicial (2002-2007)
Sharon ganó el estatus de celebridad como una de las estrellas del reality show de MTV, The Osbournes, que siguió la vida diaria de su familia y tuvo una audiencia nacional. Como la persona que negoció con MTV para proyectar el programa, a ella se le atribuye a menudo el mérito de haber provocado el surgimiento de su esposo de un ícono del heavy metal a una celebridad convencional. El programa comenzó a transmitirse a principios de 2002, y cuando, en julio de 2002, a Sharon le diagnosticaron cáncer, ella insistió en que la filmación debía continuar. El episodio final del programa se emitió en los EE. UU. el 21 de marzo de 2005. La filial británica de MTV ha estado transmitiendo el programa desde 2003. El programa trajo a MTV sus índices de audiencia más altos tanto en EE. UU. como en Gran Bretaña.
La casa de los Osbournes en Beverly Hills (que se hizo famosa en el programa) se ha vendido desde entonces y los Osbournes se han instalado en otra casa en Beverly Hills. Su casa en Beverly Hills fue vista más tarde en The X Factor durante la segunda temporada. El programa vio que Sharon era responsable del sustento de 12 perros y emplea a una paseadora de perros llamada Cherie. Desde mediados de la década de 1990 hasta el final de The Osbournes en 2005, se basó principalmente en Los Ángeles con el resto de su familia. Sharon ganó un estimado de £ 11,5 millones gracias a The Osbournes.
En 2009 fue incluida en las 10 mejores mamás televisivas de Yahoo! de Six Decades of Television para el período 2002-2005. En 2003, Sharon se convirtió en la presentadora de su propio programa de entrevistas de televisión, The Sharon Osbourne Show, que se distribuyó a varios canales de EE. UU. y también se mostró en el Reino Unido en Sky One. El programa estaba destinado a ser un reflejo de su personalidad y vida hogareña, similar a su reality show, pero con la inclusión de entrevistas y actuaciones de invitados. Durante los episodios, realizó algunas de sus entrevistas en una cama gigante. Sin embargo, las calificaciones nunca tuvieron éxito y los críticos criticaron su incapacidad para realizar las tareas básicas requeridas de un presentador de un programa de entrevistas, como leer tarjetas de referencia y realizar entrevistas. El programa fue cancelado a principios de 2004 después de una temporada.
En 2006 la cadena de televisión británica ITV encargó un nuevo programa de chat, inicialmente llamado Mrs Osbourne Presents, pero finalmente llamado The Sharon Osbourne Show. Sharon firmó un acuerdo con ITV por un valor de £ 2 millones. El programa comenzó el martes 29 de agosto de 2006 y estaba programado para funcionar durante seis semanas en el horario de las 5 p. m. entre semana. El episodio de estreno resultó ser una competencia cercana ya que el programa recibió 1.9 millones de espectadores con un 17% de participación: 400,000 espectadores (y un 3% de participación) por delante de Richard & Judy en Channel 4. Su segundo programa atrajo a 2,1 millones de espectadores. Sin embargo, las calificaciones parecieron disminuir después de que Channel 4 moviera su programa de juegos Deal Or No Deal, presentado por Noel Edmonds, en la franja horaria, con Sharon gestionando 1,2 millones de espectadores en comparación con los 2,9 millones de Deal Or No Deal. The New Paul O'Grady Show de Channel 4 regresó el lunes 25 de septiembre de 2006 con 2,3 millones de espectadores en comparación con los 1,6 millones de Sharon.
Sharon fue juez y mentora en The X Factor del Reino Unido todos los años, desde 2004 hasta 2007. En la primera serie fue mentora de los 16-24 y eligió a Roberta Howett, Cassie Compton y Tabby Callaghan para representarla en las rondas en vivo de la show. El mejor clasificado de ellos fue Tabby, que terminó tercero en la general. La final fue disputada entre el acto de Simon Cowell, Steve Brookstein y el acto G4 de Louis Walsh, con Steve ganando. El arrebato de Sharon contra Steve en la noche de la final se le atribuye ampliamente haberlo ayudado a ganar, aunque según su autobiografía, estuvo muy por delante en todas las etapas de la votación.
En la segunda serie fue la mentora de los mayores de 25 años y seleccionó a Andy Abraham, Brenda Edwards, Chico Slimani y Maria Lawson para disputar las rondas finales. Andy Abraham terminó en segundo lugar por detrás del acto de Louis Walsh, Shayne Ward. Durante esta serie, nuevamente se pidió a los jueces que trajeran a los candidatos seleccionados a sus hogares. Sharon eligió su casa de Beverly Hills como una ubicación adecuada, en la que Sharon invitó a sus vecinos y a su esposo Ozzy Osbourne a asistir a las presentaciones en vivo de los candidatos. Durante la actuación de Chico, saltó a su fuente en funcionamiento con un micrófono en vivo y procedió a salpicar agua.
Sharon también apareció en el programa derivado The X Factor: Battle of the Stars. No se le requirió que eligiera a sus concursantes de canto de celebridades, pero fue seleccionada para administrar los 16-24 que estaban compuestos por Nikki Sanderson, Matt Stevens y Michelle Marsh.
En la tercera serie de The X Factor en 2006, fue la mentora de los mayores de 25 años y seleccionó a Ben Mills, Dionne Mitchell, Robert Allen y Kerry McGregor. Kerry y Dionne fueron eliminados en una doble eliminación el 28 de octubre, Robert fue eliminado el 18 de noviembre y Ben fue eliminado el 9 de diciembre, lo que envió a Sharon fuera de la competencia. Durante el rodaje de la tercera temporada, Sharon vivió en el Hotel Dorchester en el centro de Londres.
Sharon fue criticada por sus arrebatos en el programa, donde antes de un programa en vivo en la tercera temporada, según los informes, habló en contra de ¿Quién quiere ser millonario? presentador Chris Tarrant, quien estaba en la audiencia del programa antes de la filmación. Tarrant había hecho una broma sobre su esposo Ozzy que Sharon se ofendió, pero la mayor parte de su arrebato se centró en criticar la reciente infidelidad de Tarrant a su esposa Ingrid, de quien se estaba separando. Se rumoreaba que Cowell, juez colega y creadora del programa, estaba disgustada con su actuación en la tercera temporada y estaba pensando en reemplazarla a ella y a Walsh para la próxima temporada. Sin embargo, se confirmó que Sharon había sido contratada para regresar para la cuarta temporada del programa. Luego apareció en la cuarta temporada junto con los jueces Cowell, Walsh y el nuevo juez, Dannii Minogue, y fue mentora de la categoría de chicas durante la serie.
Durante el primer show en vivo, transmitido el 20 de octubre de 2007, Sharon salió del panel después de enterarse de que dos de sus propios actos, Kimberley Southwick y Alisha Bennett, estaban entre los dos últimos. Sin embargo, en The Paul O'Grady Show, transmitido el 23 de octubre de 2007, Sharon confirmó que volvería en el próximo episodio y declaró que es parte de su personalidad decir cosas en el calor del momento y no inventar nada que ella dice. Dos semanas después de los shows en vivo, aparecieron en los medios una serie de videos de bofetadas felices de Emily Nakanda, el único otro acto en la categoría de Sharon, que aparentemente la mostraban golpeando a otra adolescente. La reacción resultante hizo que Nakanda se retirara del programa. El 17 de noviembre, Bennett fue eliminado de la competencia, dejando a Sharon sin actos a mitad de la serie.

### Trabajo posterior (2007-presente)
Sharon se unió al panel de jueces en la segunda temporada de America's Got Talent, junto con Piers Morgan y David Hasselhoff, reemplazando a Brandy Norwood. Sharon trabajó más tarde en el programa con Howie Mandel y Howard Stern como jueces y Nick Cannon como presentador.
La temporada se estrenó en los Estados Unidos el 5 de junio de 2007. En su primer episodio, Sharon entró en conflicto con Piers Morgan cuando sintió que juzgaba a un niño concursante con demasiada dureza. Ella amenazó con dejar el programa en medio de la filmación, diciendo "No me inscribí en esto", pero fue disuadida. El incidente se mostró al aire. Desde entonces, Sharon se ha quedado en el programa durante su tercera, cuarta, quinta, sexta y séptima temporadas. La nueva temporada fue anunciada en un video promocional que se mostró durante una pausa comercial para el segundo show en vivo de la séptima temporada. Sharon inicialmente declaró que no volverá durante la temporada, pero luego dijo que se quedaría con el programa "por ahora". [38]Después de esto, anunció que renunciaría después de una disputa con NBC y los productores de Stars Earn Stripes que involucraba lo que ella creía que era discriminación por discapacidad contra su hijo Jack.
El 6 de junio de 2008, se anunció en una declaración en nombre de Sharon que había decidido renunciar como juez de X Factor después de cuatro temporadas en el programa. La declaración decía: "Sharon desea agradecer al maravilloso público británico por su enorme apoyo durante lo que ha sido un viaje emocionante. También le gustaría aprovechar esta oportunidad para agradecer a Simon Cowell e ITV mientras les desea todo lo mejor para el próximo serie". Un portavoz de ITV comentó "ella ha sido una tremenda jueza y mentora en el programa, pero respetamos su deseo de irse y le deseamos lo mejor". Sharon fue reemplazada por Cheryl Cole. Durante una entrevista enPiers Morgan's Life Stories, transmitido el 22 de febrero de 2009, Sharon admitió que la razón de su salida de The X Factor fue su relación fracturada con Minogue. Ella dijo: "No disfruté trabajar con ella en absoluto y no me gustaba la perspectiva de pasar seis meses sentada a su lado".
Sharon presentó la segunda temporada de Rock of Love: Charm School con los coanfitriones Riki Rachtman y Daniella Clarke en VH1. Sharon tuvo un altercado físico el 13 de diciembre de 2008 con la concursante Megan Hauserman en el especial de reunión del programa después de que Hauserman hiciera declaraciones despectivas sobre el esposo de Sharon, Ozzy. Según los informes, Hauserman presentó un informe ante el Departamento de Policía de Los Ángeles y desde entonces ha presentado una demanda contra Sharon, alegando agresión, negligencia e infligir angustia emocional. En 2011, Sharon llegó a un acuerdo con Hauserman. En julio de 2008, Fox anunció que la familia Osbourne presentaría un nuevo programa de variedades titulado Osbournes: Reloaded (el título provisional era Osbournes: Loud and Dangerous). El programa comenzó a filmarse en CBS Studios en Hollywood en diciembre de 2008 ante una audiencia en vivo. El programa se estrenó en marzo de 2009. Fremantle Media North America está produciendo el programa. El programa fue cancelado después de su episodio de estreno. En marzo de 2010, Sharon apareció en NBC 's The Celebrity Apprentice, en tercer lugar.
Desde su inicio el 18 de octubre de 2010 hasta su partida en 2021, Sharon fue coanfitriona del programa de entrevistas de CBS The Talk. Esta decisión se produjo después de que CBS cancelara la telenovela As the World Turns. El programa es similar a The View y busca abordar la maternidad y otros temas contemporáneos. Sharon fue la última coanfitriona original tras la partida de su compañera copresentadora y creadora de la serie Sara Gilbert.
En septiembre de 2010, Sharon regresó a The X Factor en la ronda de Judges 'Houses de la serie 7, donde ayudó a Walsh en Adare Manor, County Limerick, Irlanda a elegir a los últimos 3 concursantes de la categoría "mayores de 28 años". Luego en septiembre de 2012, se unió a Walsh nuevamente esta vez en Las Vegas, para el segmento de la competencia de las Casas de los Jueces de la novena serie, para ayudarlo a elegir sus 3 grupos finales.
Sharon ha expresado interés en retomar su papel en el panel de jueces, especialmente en septiembre de 2012, cuando dijo que le "encantaría" volver para la décima temporada del programa. Los medios de comunicación informaron en diciembre de 2012 que los productores de X Factor se habían acercado a Sharon para un regreso en 2013, supuestamente para reemplazar a Tulisa. En abril de 2013, el director creativo del programa, Brian Friedman, dijo que estaba "seguro" del regreso de Sharon Osbourne, luego de su salida de America's Got Talent y su reemplazo por Heidi Klum. ITV anunció más tarde que Sharon regresaría para la décima temporada del programa, reemplazando a Tulisa. Regresó al panel de jueces junto a Gary Barlow, Nicole Scherzinger y el panelista original Walsh. Durante los shows en vivo, fue mentora de la categoría "mayores de 25", que incluía a Lorna Simpson, Shelley Smith y Sam Bailey. Bailey finalmente fue anunciado como el ganador del programa el 15 de diciembre, lo que marcó la primera victoria de Sharon como mentora en los diez años de historia del programa. Sharon no regresó para la undécima temporada de The X Factor UK y fue reemplazada por Cheryl Fernandez-Versini.
En 2014 y 2017 Sharon apareció como panelista invitada en el programa diurno Loose Women de ITV.
El 1 de junio de 2016, se anunció que, una vez más, Sharon volvería a The X Factor para la decimotercera temporada del programa para reemplazar a Cheryl Fernandez-Versini. Juzgó junto a Cowell, Walsh (que reemplazó a Nick Grimshaw) y Scherzinger (que reemplazó a Rita Ora). Una vez más, fue la mentora de la categoría "mayores de 25 años", eligiendo a Saara Aalto, Relley C y Honey G como sus tres finalistas. Aalto se convirtió en el subcampeón de la serie. Aunque inicialmente puso en duda su regreso para otra serie debido a sus compromisos con The Talk, Sharon regresó a The X Factor para la decimocuarta temporada. Esta vez volvió a ser mentora de la categoría de chicas. Su último acto, Grace Davies, terminó como finalista. Se confirmó inicialmente que Sharon regresaría para la decimoquinta temporada como el quinto juez durante la parte de los shows en vivo de la competencia, pero luego rechazó la oferta de regresar, sintiendo que no la necesitaban en el panel.
En 2020 se interpretó a sí misma en la temporada 5, episodio 2 de la serie Lucifer.

## Apariciones en medios
En enero de 2003, Sharon y el resto de su familia fueron los anfitriones de los 30th Annual American Music Awards. [62] [63] La noche estuvo marcada con constantes "pitidos" debido a algunos de los comentarios lascivos y obscenos hechos por Sharon y Ozzy. Además, la noche se enfrentó a cierta controversia, ya que los críticos criticaron a su presentadora y la presentadora Patricia Heaton salió a la mitad del camino disgustada. [64]
En enero de 2005 fue contratada para aparecer en una campaña de publicidad televisiva para la cadena de supermercados del Reino Unido, Asda, y más tarde en 2007, Sharon se convirtió en la nueva cara de Galabingo cuando apareció en anuncios de televisión que promocionaban el sitio web de juegos de apuestas. [65] Ha sido coanfitriona de una de las actuaciones de variedades reales con Jonathan Ross. Sharon apareció en Days of Our Lives, It's a Boy Girl Thing.
El viernes 15 de junio de 2007, Sharon presentó como invitado a The Friday Night Project con Justin Lee Collins y Alan Carr. Sharon también hizo un cameo el 23 de junio de 2007 en un episodio de la serie de ciencia ficción Doctor Who. El episodio "The Sound of Drums" la vio aparecer en una transmisión política de un partido falso, que incluía testimonios de celebridades británicas como Sharon y la banda McFly mostrando su apoyo a que Saxon se convirtiera en primer ministro. [66]
El 20 de febrero de 2008 Sharon Osbourne copresidió la 28.ª edición de los BRIT Awards en Earls Court en Londres, junto con su esposo y su hija Kelly. [67] Durante los premios, Sharon causó controversia y provocó quejas al llamar a Vic Reeves, quien estaba presentando uno de los premios, un "meado" y un "bastardo" después de que parecía estar borracho, aunque afirmó que estaba teniendo problemas leyendo el autocue. [68] El 22 de agosto de 2008, Sharon participó en el Festival Internacional de Televisión MediaGuardian de Edimburgo de 2008 en Escocia. [69] En 2009 fue coanfitriona de WWE Raw con su esposo Ozzy.
El 1 de abril de 2010, Sharon Osbourne (junto con Kelly Osbourne) se unió a Cyndi Lauper en el lanzamiento de su campaña Give a Damn para generar una conciencia más amplia sobre la discriminación de la comunidad LGBT como parte de su True Colors Fund. La organización hace campaña para instar a las personas heterosexuales a que se pongan de pie con la comunidad de gays, lesbianas, bisexuales y transgénero y detenga la discriminación. Otros nombres incluidos en la campaña son Whoopi Goldberg, Jason Mraz, Elton John, Judith Light, Cynthia Nixon, Kim Kardashian y Clay Aiken. Anna Paquin también forma parte de la campaña y se declaró bisexual. Esta noticia atascó el sitio web de Give A Damn. [70]
Sharon tiene un papel de voz recurrente como Mama Hook en la serie de televisión animada Jake and the Never Land Pirates, que se emitió en 2012. [71]
En 2016 Sharon apareció en dos videos para PETA explicando por qué dejó de usar pieles y alentando a otros a hacer lo mismo. [72]

### Imagen pública
En la lista de ricos del Sunday Times de 2006, Sharon figuraba como la 44.ª mujer más rica de Gran Bretaña y la 60.ª mujer más rica de la lista de 2007. En la lista británica general en 2006, Sharon y su esposo aparecieron juntos como las 554 personas más ricas con una riqueza combinada de £ 100 millones. [73] En 2008, la pareja se clasificó como la 724.ª gente más rica de Gran Bretaña con una riqueza conjunta estimada de 110 millones de libras esterlinas. [74]
Sharon ha enviado las heces de su hijo o hija en cajas Tiffany en más de una ocasión a personas que sintió que la habían criticado irrazonablemente a ella o a su familia. Cuando un periodista criticó a sus hijos adolescentes, Sharon envió una caja de excrementos con una nota que decía: "Escuché que tienes un trastorno alimentario. Come esto". [75] [76]
La popular comediante británica Dead Ringers, presenta y parodia a Sharon (interpretada por Jan Ravens) de manera bastante prominente junto a su esposo (interpretado por Jon Culshaw). Además, el impresionista Ronni Ancona la engañó en Big Impression de Alistair McGowan y también apareció en la comedia 2DTV. En Saturday Night Live, Amy Poehler la interpretó en la parodia "Celebrity Jeopardy!" el 14 de mayo de 2005.
Sharon Osbourne apareció en la novena temporada de Celebrity Apprentice. El 16 de mayo de 2010, fue despedida durante la ronda de eliminación doble. La impresionista Francine Lewis interpretó una impresión de ella en la séptima temporada de Britain's Got Talent.

## Vida personal
Sharon Osbourne (entonces Sharon Levy) conoció a su futuro esposo, el vocalista de Black Sabbath, Ozzy Osbourne, a la edad de 18 años, mientras trabajaba para su padre, Don Arden, quien dirigía Black Sabbath en ese momento. Cuando Ozzy fue despedido de Black Sabbath en 1979, Sharon comenzó a salir con él y se hizo cargo de su gestión como solista. Los dos se casaron en Maui, Hawái, el 4 de julio de 1982. [Juntos, Sharon y Ozzy tienen tres hijos: Aimee, Kelly y Jack.
Durante años, el matrimonio de Osbourne estuvo plagado de alcohol, uso de drogas y violencia, y Osbourne incluso fue arrestado por conducir en estado de ebriedad. La pareja solía pelear físicamente con regularidad y, según Osbourne, "golpeaban". Se describió a sí misma como "una mujer golpeada" cuando estaba a manos de su esposo Ozzy, donde una vez le rompió los dientes frontales. Ella una vez tomó represalias arrojándole una botella llena de whisky a la cabeza. El incidente más notorio se produjo en agosto de 1989, cuando Ozzy fue arrestado por intento de asesinato después de regresar del Festival de Música por la Paz de Moscú y trató de estrangular a Sharon en una neblina de alcohol y drogas. Después del incidente, pasó seis meses en rehabilitación como resultado de sus acciones, después de lo cual, Sharon dijo que ella recuperó la fuerza en su relación y no presentó cargos.
En julio de 2002, después de que el cáncer de colon se cobrara la vida de Reagan, Erin Marcato, la madre del amigo de sus hijas, el hijo de entonces 18 años, Robert, Sharon le dijo a la BBC que había adoptado a Robert; [78] sin embargo, cuando más tarde fue enviado a vivir con su padre después de una crisis nerviosa, Sharon negó haberlo adoptado legalmente. [80]

## Salud
En 1999, Sharon perdió 45 kg (100 libras) después de la cirugía de banda gástrica (banda gástrica ajustable). Sharon comentó que ser grande era una parte esencial de su personalidad cuando trabajaba para su padre y que, al ser más grande, hizo una entrada más dramática. [7] El 26 de octubre de 2006, participó en The Howard Stern Show y reveló que ganó 15 libras en el último año y que le quitarían la banda de plástico.
En julio de 2002, Sharon se sometió a una cirugía por cáncer. [79] Ella anunció que era cáncer de colon y que se había extendido a sus ganglios linfáticos y era más grave de lo que se pensaba originalmente. [81] Sobrevivió a la enfermedad con un pronóstico de supervivencia de 33%. A pesar de luchar contra el cáncer, insistió en que las cámaras de MTV documenten su enfermedad durante el rodaje de la segunda temporada de The Osbournes. Cuando su cabello se cayó durante su tratamiento posterior, sus pelucas fueron hechas a medida por el peluquero de Cher. [7] Ozzy Osbourne admitió que "se vino abajo" durante su tratamiento y recuperación, [82]y se reveló que su hijo, Jack Osbourne, intentó suicidarse debido a su depresión derivada de la condición de su madre. [83]
En agosto de 2004, fundó el Programa de Cáncer de Colon Sharon Osbourne en el Hospital Cedars Sinai. Además, fue la invitada de honor en la Gala de otoño de 2003 de la Fundación de Investigación del Mieloma Múltiple [84], donde habló de su lucha contra el cáncer. Sharon ha prestado su apoyo para diseñar camisetas o chalecos de edición limitada para la "Campaña Little Tee" para el cuidado del cáncer de mama, que dona dinero para la investigación del cáncer de mama. [84]
Sharon ha admitido libremente haberse sometido a una extensa cirugía estética. Además de documentar esto en su autobiografía, apareció en Dr. Phil el 14 de diciembre de 2006 y comentó todo lo que se había cambiado quirúrgicamente en su cuerpo para mejorar su apariencia. Afirmó que se había sometido a una ritidectomía completa, abdominoplastia, mastopexia, así como muchos otros procedimientos, pero comentó que no le realizarían ninguna cirugía en los ojos ni en los labios. [85] Ella admitió haber gastado £ 300,000 en cirugía plástica. [86]
A principios de noviembre de 2012, Sharon reveló que se había sometido a una mastectomía doble después de enterarse de que tenía un gen que aumenta el riesgo de desarrollar cáncer de mama. [87]

## Incidentes domésticos
En 2004 la casa de Sharon en Jordans, Buckinghamshire, fue asaltada por un hombre que robó gemas por valor de £ 2 millones. El ladrón logró salirse con la suya con las gemas a pesar de que Ozzy le puso una llave en la cabeza. Artículos tomados durante el robo incluyen anillos de boda, un anillo de compromiso, de diamante y perla collares, una gran 52 quilates (10 g) de zafiro anillo y dos pares de pendientes de diamantes. Después del incidente, Sharon apareció en Crimewatch y ofreció una recompensa de £ 100,000 por la devolución de sus valiosas joyas. [88]
En marzo de 2005 hubo un incidente en la mansión de los Osbournes en Jordans, Buckinghamshire. Ozzy y Sharon se vieron obligados a huir de su mansión cuando se desató un incendio mientras dormían. No resultaron heridos, pero tuvieron que ser tratados por inhalación de humo. [89] En 2006, se produjo otro incendio en la mansión de Osbourne; sin embargo, ninguno de los miembros de la familia estaba en casa. [90]

### Declaraciones políticas
En 2016 Sharon votó a favor del Brexit en el referéndum sobre el tema. Posteriormente declaró en una entrevista con el Sunday Times que había habido demasiada inmigración extranjera en Inglaterra y que su sociedad estaba siendo afectada negativamente por ella. [91]

### Partido Laborista
En septiembre de 2019 en comentarios ampliamente difundidos hechos en una entrevista con The Sun Sharon dijo del líder del Partido Laborista Jeremy Corbyn: "Dios mío, lo odio tanto. Quiero lastimarlo; quiero lastimar físicamente a este hombre. Es el puto más arrogante y feo. Quiero hacerle daño. Dios mío, es repugnante; tan feo, por dentro y por fuera. Esta fealdad rezuma de él, es repulsivo".

### Aeropuerto John Wayne
Sharon ha mostrado su apoyo a una campaña para cambiar el nombre de Condado de Orange 's aeropuerto John Wayne. Ella dijo: "Me da escalofríos. Siempre ha existido esta reputación de él de odiar realmente a los negros, a los judíos, a cualquiera que no sea blanco. Cuando llegó el aeropuerto, yo dije: '¿Por qué le daría a este hombre este honor de tener un aeropuerto con el nombre de alguien así?, ¿quién es simplemente un hombre malo, un hombre realmente feo? '"

## Controversias

### Iron Maiden
En la última actuación de Iron Maiden en el Ozzfest, el 20 de agosto de 2005 en el Hyundai Pavilion en Glen Helen en San Bernardino, California, ocurrieron varios eventos negativos supuestamente por culpa de Sharon Osbourne. Según los informes, las acciones de Sharon fueron en represalia al cantante principal Bruce Dickinson que despreció la televisión de realidad, con afirmaciones de que se trataba de un ataque contra el propio Ozzy Osbourne.
Durante la primera canción de Iron Maiden, se informó que varios miembros de la primera fila de la multitud (supuestamente una combinación del séquito de Sharon y algunos miembros de otras bandas persuadidos por Osbourne o su séquito) bombardearon a la banda con huevos, tapas de botellas, y hielo. [94] Algunos informes también dicen que la hija de Sharon, Kelly, estaba arrojando objetos a la banda. Durante tres de las canciones de Iron Maiden, el sistema de megafonía se apagó, cortando la alimentación del micrófono de Dickinson y los instrumentos de la banda. [94]En el audio capturado durante el concierto, se informa que se puede escuchar a Dickinson acusando a los organizadores del festival de cortar deliberadamente el poder de la banda. También desconocido para Iron Maiden, jugado en secreto a través del PA al principio y al final de su set había una cinta con el canto "Ozzy - Ozzy - Ozzy". [95] Tras la partida de Iron Maiden, Sharon hizo algunas declaraciones en el escenario frente a las 40.000 personas que asistieron. Ella le dijo a la audiencia que si bien "amaba absolutamente a Iron Maiden", pensaba que el cantante Bruce Dickinson era un "capullo" [94] y había "faltado al respeto a Ozzfest desde que comenzaron su paso por la gira". Sus palabras fueron recibidas con abucheos y poco después salió del escenario.
El mánager de Iron Maiden, Rod Smallwood, emitió un comunicado poco después de la debacle en el que condenaba el ataque a la banda como "vil, peligroso, criminal y cobarde", así como irrespetuoso con los aficionados que habían pagado para ver a la banda realizar "una actuación sin obstáculos". [95] Dickinson luego negó haber hecho un ataque personal a Ozzy Osbourne; "¿Probé Ozzy y Black Sabbath? No. ¿Por qué lo haría? Pero la serie de televisión The Osbournes me parece repugnante, y todo el culto a las celebridades de los reality shows repugnante".

### The Smashing Pumpkins
En 2000, Sharon renunció a la administración de The Smashing Pumpkins al publicar un memorando que decía: "Fue con gran orgullo y entusiasmo que asumí la administración de los Pumpkins en octubre, pero desafortunadamente debo renunciar hoy debido a razones médicas... [El líder de Smashing Pumpkins] ¡¡¡ Billy Corgan me estaba enfermando !!!" En una entrevista de octubre de 2008, Sharon reveló que ella y Corgan se habían reconciliado recientemente: "Lo vi en los premios Scream. No nos habíamos visto desde todo eso en Alemania. La primera vez que nos encontramos y nos abrazado y besado y reído". [98]
La conversación
En julio de 2011, Sharon y algunos de sus compañeros panelistas de The Talk fueron criticados por su conducta al discutir la historia de Catherine Kieu. Sharon describió el hecho de que Kieu le cortara el pene a su marido y lo pusiera en un triturador de basura como "bastante fabuloso". Sharon también se rio del incidente con sus compañeros panelistas y miembros de la audiencia. La copresentadora de Sharon, Sara Gilbert, ofreció el contrapunto: "No es para matar el rumor, pero es un poco sexista. Si alguien le cortara el pecho a una mujer, nadie se reiría". Sharon respondió diciendo "Es diferente". [99]Sharonse disculpó más tarde por su comportamiento y dijo que "lamentaba haber ofendido a la gente" y que "no toleraba la mutilación genital".
Los coanfitriones de Sharon en The Talk, Leah Remini y Holly Robinson Peete fueron liberados de sus contratos en 2011. [101] Sharon habló de sus despidos en diciembre de 2011 en The Howard Stern Show, diciendo: "Algunas personas realmente no saben quién lo son, y tienes que saber quién eres cuando estás en algo como esto. No puedes fingir ser algo que no eres. Tienes que conocer tu marca. No puedes ser todo para todos". [102] [103] Remini protestó más tarde por su despido y formuló acusaciones dirigidas a Sharon a través de una serie de tuits. [104] [105] [106] [107]
El 10 de marzo de 2021, mientras hablaba en The Talk, Sharon defendió los comentarios negativos de Piers Morgan hacia Meghan, la duquesa de Sussex, lo que resultó en un acalorado intercambio con la copresentadora Sheryl Underwood. [108] En el mismo mes, resurgió un clip de 2018 de The Talk en el que Sharon hablaba del color de piel de la duquesa de Sussex. Sharon dijo que Meghan "no es negra" y que "no se ve negra". [109] En respuesta, The Talk hizo una pausa mientras CBS realizaba una revisión de Sharon. En una declaración hecha el 26 de marzo de 2021, CBS concluyó que el "comportamiento de Sharon hacia sus coanfitriones durante el episodio del 10 de marzo no se alineó con los valores de [CBS] para un lugar de trabajo respetuoso". [108] Finalmente, Sharon dejó el programa. [108]

### Revelación asistente despedida
En 2019, Sharon apareció en el programa de panel británico Would I Lie to You? en el que los invitados hacen declaraciones sobre sí mismos y los compañeros del panel deciden si es verdad o mentira. Afirmó que durante un incendio en la casa [110] hizo que su asistente regresara a la casa para salvar piezas de arte. También afirmó que le arrancó una máscara de oxígeno al asistente y se la dio a su perro. Luego procedió a despedirlo cuando a él no le pareció graciosa la situación, creyendo que podría tener daño pulmonar por inhalación de humo, y dijo que "no mostró absolutamente ningún sentido del humor" durante el incendio. Después de las deliberaciones habituales de los compañeros panelistas, confirmó que el incidente era cierto. [111] [112] [113]El clip de la historia de Sharon en el programa que fue subido por el canal oficial de YouTube de la BBC fue recibido con una recepción abrumadoramente negativa. También hubo una considerable reacción violenta por parte de los usuarios de Twitter. [114] [115]

## Libros
La primera autobiografía de Sharon Osbourne, Extreme (coautora de Penelope Dening), se publicó en octubre de 2005 y habla de su difícil infancia al crecer con su padre, Don Arden, y también documenta los altibajos de su matrimonio con su esposo Ozzy Osbourne arrojando luz sobre áreas de su vida que no se habían comentado anteriormente. La violencia doméstica, el abuso de drogas, el alcoholismo, las aventuras amorosas, el soborno, el cáncer de colon, los robos, un accidente de avión, la terapia y la cirugía estética también se documentan en la autobiografía.
Publicado por Time WarnerBooks, llegó al número 1 en la lista de superventas del Sunday Times (Reino Unido), donde permaneció durante 15 semanas y vendió más de 621.000 copias en tapa dura, convirtiéndose en la autobiografía más vendida desde que comenzaron los discos británicos, superando el récord anterior establecido por autobiografía de David Beckham por 100.000 copias. [116] En marzo de 2006 ganó Biografía del año en los British Book Awards. La autobiografía ha procedido a vender más de dos millones de copias, lo que se ha convertido en la autobiografía femenina más exitosa de la historia.
Sharon publicó más tarde otra autobiografía llamada Survivor, el título que proviene de sobrevivir al cáncer. Fue lanzado en 2007. En agosto de 2013, Sharon anunció en Twitter que su tercera autobiografía llamada Unbreakable se publicaría el 10 de octubre de 2013.

## Premios y reconocimientos
- En 2002, Sharon Osbourne y su esposo Ozzy se invitó a los corresponsales de la Casa Blanca Asociación de la cena por el canal Fox News corresponsal Greta Van Susteren para el evento de ese año.
- Sharon Osbourne y Ozzy Osbourne fueron honrados por su contribución a la industria de la música en una ceremonia en Londres cuando la pareja ganó un Silver Clef Award.
- Sharon fue votada como "la mujer más asombrosa de 2003", según una encuesta publicada por Handbag.com, un sitio web para mujeres, obteniendo casi un tercio de los votos emitidos. Se emitieron más de 7.000 votos en una variedad de categorías.
- Durante el tiempo de Sharon luchando contra el cáncer, asistió a una ceremonia de premiación para recoger un gong por el éxito del programa de televisión de su familia The Osbournes.
- Asistió a los Creative Arts Emmy Awards en Los Ángeles con su hija Kelly Osbourne, para recibir el premio al mejor reality show de televisión.
- A finales de 2004, Sharon asistió a los premios Mujer del Año en Londres para recoger un premio que había ganado previamente en el evento de 2002, pero que no pudo aceptar debido a su enfermedad.
- Sharon fue votada como la Madre Celebridad del Año de Freemans en 2006, defendiéndose de la competencia de Jordan, Kate Moss y la Duquesa de Cornualles.
- En 2006, la autobiografía de Sharon ganó el premio Biografía del año en los British Book Awards.
- Hay una figura de cera de Sharon en Madame Tussauds.
- Es miembro honorario de la junta de la Fundación para la Investigación del Mieloma Múltiple.

## Filmografía
| Year                       | Title                              | Role                      | Notes                                              |
| -------------------------- | ---------------------------------- | ------------------------- | -------------------------------------------------- |
| 1998                       | Behind the Music                   | Herself                   | Documentary                                        |
| 2001                       | We Sold Our Souls for Rock 'n Roll | Herself                   | Documentary, also producer                         |
| 2002–2005                  | The Osbournes                      | Herself                   | Main role; 52 episodes, also executive producer    |
| 2002                       | Austin Powers in Goldmember        | Herself                   | Cameo appearance                                   |
| 2003–2004, 2006            | The Sharon Osbourne Show           | Presenter                 | Talk show                                          |
| 2004                       | Days of Our Lives                  | Herself                   | 2 episodes                                         |
| 2004                       | Battle for Ozzfest                 | Herself                   | Reality series, also executive producer            |
| 2004                       | Will & Grace                       | Nonny                     | Episode: "No Sex 'N' the City"                     |
| 2004–2007, 2013, 2016–2017 | The X Factor                       | Judge                     |                                                    |
| 2006                       | Garfield: A Tail of Two Kitties    | Christophe                | Voice role                                         |
| 2006                       | It's a Boy Girl Thing              | Della Deane               |                                                    |
| 2006–2010                  | The Big Gay Sketch Show            | Herself                   | 8 episodes                                         |
| 2007                       | Doctor Who                         | Herself                   | Episode: "The Sound of Drums"                      |
| 2007                       | The Friday Night Project           | Guest presenter           | 2 episodes                                         |
| 2007–2012                  | America's Got Talent               | Judge                     | Seasons 2–7                                        |
| 2008–2009                  | Rock of Love: Charm School         | Host                      |                                                    |
| 2009                       | WWE Raw                            | Co-host                   | 2 episodes; alongside Ozzy Osbourne                |
| 2009                       | Osbournes Reloaded                 | Herself                   | Main role; one series, also executive producer     |
| 2009                       | Dog Whisperer with Cesar Millan    | Herself                   | Episode: "Inside Puppy Mills"                      |
| 2009                       | Piers Morgan's Life Stories        | Herself                   | 1 episode                                          |
| 2009–2020                  | The One Show                       | Herself                   | 5 episodes                                         |
| 2010–2021                  | The Talk                           | Co-host                   | Seasons 1-11                                       |
| 2010                       | The Celebrity Apprentice           | Contestant                | Season 9, finished in 3rd place                    |
| 2011                       | RuPaul's Drag Race                 | Guest judge               | 1 episode                                          |
| 2011                       | God Bless Ozzy Osbourne            | Herself                   | Documentary, also executive producer               |
| 2012                       | Up All Night                       | Herself                   | 1 episode                                          |
| 2012–2015                  | Jake and the Never Land Pirates    | Mama Hook                 | Voice role; 8 episodes                             |
| 2013                       | The Millers                        | Herself                   | 1 episode                                          |
| 2013                       | Family Guy                         | Herself                   | Voice role, episode: "No Country Club for Old Men" |
| 2014                       | The Comeback                       | Herself                   | 1 episode                                          |
| 2014                       | CSI: Crime Scene Investigation     | Elsie Massey              | Episode: "Dead Rails"                              |
| 2014–2021                  | Loose Women                        | Herself / Guest panellist | 10 episodes                                        |
| 2016                       | Supergirl                          | Herself                   | Episode: "Falling"                                 |
| 2017                       | Celebrity Gogglebox                | Herself                   | 1 episode                                          |
| 2018                       | Jane the Virgin                    | Herself                   | Episode: "Chapter Seventy-Four"                    |
| 2018                       | Ozzy & Jack's World Detour         | Herself                   | 1 episode                                          |
| 2019                       | Who Do You Think You Are?          | Herself                   | Documentary                                        |
| 2020                       | Lucifer                            | Herself                   | Cameo appearance, 1 episode                        |
| 2020                       | The Masked Singer UK               | Guest judge               | Series one, episode 5                              |
| 2020                       | Celebrity Watch Party              | Herself                   | 6 episodes                                         |